# جيم باتون
جيم باتون (بالإنجليزية: Jim Patton)‏ هو عالم إنسان أمريكي، ولد في 24 فبراير 1953، وتوفي في 23 أكتوبر 2012.